# 安德烈斯·扎德內普羅夫斯基
安德烈斯·扎德內普羅夫斯基（Andrejus Zadneprovskis，1974年8月31日—）是已退役的立陶宛男子現代五項選手，曾在希腊雅典的2004年夏季奥林匹克运动会獲得銀牌，並且在北京市的2008年夏季奥林匹克运动会獲得銅牌。扎德內普羅夫斯基曾在2000年和2004年的世界現代五項錦標賽獲得金牌，2006年則是獲得銅牌。扎德內普羅夫斯基在2010年因為健康因素退役不參加比賽。
扎德內普羅夫斯基在2009年和立陶宛女子現代五項選手劳拉·阿萨道斯凯特結婚，她是2012年夏季奥林匹克运动会女子現代五項的金牌得主，他們在2010年生下一個女孩，他也和前女友育有一女。
扎德內普羅夫斯基在2012年獲選為國際現代五項總會（UIPM）的秘書長，2014年成為立陶宛板式網球協會（Lithuanian Padel Tennis Federation）的主席。

## 外部連結
- Sports Illustrated profile （页面存档备份，存于）